# Gustav Borm
Gustav Borm – as lotnictwa niemieckiego Luftstreitkräfte z 5 potwierdzonymi zwycięstwami w I wojnie światowej. 
Gustav Borm w drugiej połowie 1918 roku rozpoczął służbę w Jagdstaffel 1. Pierwsze zwycięstwo powietrzne odniósł 22 sierpnia, a ostatnie 4 października. Jego trzecią ofiarą, zestrzeloną 27 września 1918 roku, był as brytyjski z 19 Eskadry RAF kapitan Cecil Gardner lecący na samolocie Sopwith Dolphin.
Losy powojenne Gustava Borma nie są znane.